# Adolf Wallenberg
Adolf Wallenberg (* 10. November 1862 in Preußisch Stargard; † 10. April 1949 in Manteno, Illinois) war ein deutscher Internist und Neurologe.

## Leben
Adolf Wallenberg wurde am 10. November 1862 als ältester Sohn des Kreisarztes Samuel Wallenberg im damaligen Preußisch-Stargard in Westpreußen, nahe Danzig, geboren. Sein Vater, Sohn eines Rabbiners, starb 1868 an Flecktyphus. Adolf Wallenberg und seine drei Brüder wurden von der Mutter erzogen und erhielten neben akademischer Ausbildung auch musikalischen Unterricht. Wallenberg erlernte Geige und spielte dieses Instrument bis ins hohe Alter.
Nach der Abiturprüfung (als Primus Omnium) in Danzig, studierte Wallenberg Medizin an der Ruprecht-Karls-Universität Heidelberg und der Universität Leipzig, wo er 1886 mit einer Dissertation über cerebrale Kinderlähmung promovierte. Er begann seine ärztliche Tätigkeit in Danzig und war bis 1888 als Assistent und Prosektor im Städtischen Krankenhaus beschäftigt. 1888 eröffnete er eine allgemeine ärztliche Praxis in Danzig. 1891 erlitt Wallenberg einen Schädelbasisbruch mit der Folge eines völligen Verlustes des Geruchsempfindens. Zwei Jahre später untersuchte er einen Mann, der im Gefolge eines heftigen Schwindelanfalls einseitige Hirnnervensymptome nebst einseitiger Kleinhirnataxie und an Gesicht und Körper gekreuzte Sensibilitätsstörungen für Schmerz und Temperatur präsentierte. Auf Grund seiner anatomischen Kenntnisse diagnostizierte Wallenberg einen Infarkt in der Medulla oblongata im Versorgungsgebiet der hinteren unteren Kleinhirn-Arterie. Fünf Jahre darauf erlag der Patient einem zweiten Schlaganfall, und Wallenberg konnte bei der Obduktion nachweisen, dass seine klinische Diagnose genau gestimmt hatte. Dieses klinische Bild ist bis heute als Wallenberg-Syndrom bekannt.
Im Jahre 1907 wurde Wallenberg zum Chef der Inneren und Psychiatrischen Abteilung des Danziger Städtischen Krankenhauses ernannt. 1912 verbrachte er einige Zeit in Berlin, um am Robert Koch-Institut neue Untersuchungsmethoden zu erlernen. Während des Ersten Weltkriegs wurde Wallenberg zum Beratenden Arzt des 17. Armeekorps ernannt. Im Jahre 1928 gab er seine Stellung als Chefarzt auf, nachdem er die Altersgrenze erreicht hatte. Seine wissenschaftlichen Arbeiten setzte er in einem Laboratorium des Krankenhauses fort. In Anerkennung seiner Forschungen wurde ihm 1929 die Wilhelm-Erb-Gedenkmünze verliehen. Weil das Hitler-Regime in Danzig zur Macht gelangte, musste Wallenberg im Jahre 1938 seine ärztliche Laufbahn zwangsmäßig beenden. Es gelang ihm, zwei Tage vor dem deutschen Einmarsch in Danzig den letzten Zug zu besteigen und über die Niederlande nach England zu flüchten. 1943 erhielten Wallenberg und seine Frau ein amerikanisches Visum und gingen in die USA. In einem Ort etwa 75 km von Chicago entfernt verlebte Wallenberg seine letzten Lebensjahre.

## Werk
Wallenberg hat zahlreiche Arbeiten vor allem über Anatomie und Neurophysiologie veröffentlicht. Während seiner Zusammenarbeit mit Ludwig Edinger untersuchte Wallenberg das Gehirn der Vögel und die Rolle des olfaktorischen Systems bei Erkennung und Einnahme der Nahrung. 1900 und 1902 richtete er Fortbildungskurse für westpreußische Ärzte ein und erhielt dafür 1910 den Professortitel.
Wallenberg war Herausgeber der Jahresberichte über die Leistungen auf dem Gebiet der Anatomie des Zentralnervensystems.
Die Deutsche Gesellschaft für Neurologie (DGN) vergibt seit 1998 den mit 5000 Euro dotierten Adolf Wallenberg-Preis für „hervorragende Forschungsleistungen auf dem Gebiet der zerebrovaskulären Erkrankungen, der Hirndurchblutung oder des Hirnstoffwechsels an deutsche und ausländische Ärzte“ unter 40 Jahren.

## Schriften
- Akute Bulbäraffektion (Embolie der Art. cerebellar. post. inf. sinistra?). Arch. Psychiat. Nervenkr., 27, (1895).
- Anatomischer Befund in einem als „acute Bulbäraffection (Embolie der Art. cerebellar. post. inf. sinistr.?)“ beschriebenen Falle. Arch. Psych. Nervenkrankh., 34, (1901).